# Genádio de Massília
Genádio de Massília (m. c. 496), também conhecido como Genádio Escolástico (em latim: Gennadius Scholasticus) ou Genádio de Marselha, foi um sacerdote e historiador cristão do século V. Ele é conhecido por sua Sobre homens ilustres (De viri illustribus), uma biografia de mais de noventa cristãos contemporâneos importantes e que continuou a obra de mesmo nome iniciada por Jerônimo.

## Vida
Genádio era um padre da cidade francesa de Massília (atual Marselha) e foi contemporâneo do papa Gelásio I. Nada se sabe sobre sua vida, exceto o que ele mesmo nos conta sobre si na última biografia de sua obra De Viris Illustribus:
| “ | Eu, Genádio, presbítero de Massília, escrevi oito livros contra todas as heresias, cinco livros contra Nestório, dez livros contra Eutiques, três livros contra Pelágio, um tratado sobre os mil anos do Apocalipse de João, esta obra e uma carta sobre a minha fé enviada ao abençoado Gelásio, bispo da cidade de Roma | ” |
|   | — Sobre homens ilustres, Genádio de Massília. |   |

Como Gelásio reinou entre 492 e 496, Genádio deve ter vivido até por volta desta época.

## Obras
Genádio conhecida bem o grego e era um erudito na literatura cristã da época, oriental e ocidental, ortodoxa e herética. Ele foi um diligente colecionador e um crítico competente.

### Sobre homens ilustres
Sobre homens ilustres, em sua forma mais comumente aceita, foi provavelmente publicada por volta de 495 e contém, em cerca de 10 páginas do tipo folio, pequenas biografias de eclesiásticos entre os anos de 392 e 495. É uma fonte muito importante e, em parte, a única fonte para conhecermos os cerca de noventa autores tratados nela.
Ela é uma continuação da famosa obra de Jerônimo, Sobre homens ilustres. Nela, Jerônimo juntou pela primeira vez uma série de 135 biografias curtas de cristãos famosos contendo as suas principais obras. Ela foi a primeira patrologia e o primeiro dicionário biográfico cristão. Este livro de referência foi tão útil que naturalmente se tornou popular e muitas pessoas se sentiram compelidas a escreverem continuações no mesmo estilo. Além de Genádio, são conhecidas outras escritas por um tal Patério, discípulo de Jerônimo, e uma tradução grega por Sofrônio de Jerusalém.
Foi a continuação de Genádio, porém, que se tornaria popular e seria aceita por toda parte como a segunda parte da obra de Jerônimo. Ela sempre foi escrita (e, eventualmente, impressa) junto da dele. As biografias de Genádio foram cuidadosamente modeladas no estilo de Jerônimo. As várias edições e reimpressões não as numeram de forma consistente: a de Bernoulli, i até xcvii, com algumas marcadas com letras (xciib etc.), originalmente cxxxvi-ccxxxii, continuando onde Jerônimo havia parada (cxxxv). As biografias estão ordenadas de maneira mais ou menos cronológica, mas com frequentes exceções.
Na biografia de Teodoro de Celessíria (xc), ele diz que ele "morreu três anos atrás, durante o reino de Zenão". A partir deste trecho, Czapla deduz que Genádio teria escrito entre 491 e 494.
A forma atual do texto deixa claras as repetidas revisões que a obra inteira sofreu. Outras pessoas a modificaram e adicionaram conteúdo sem colocar notas sobre o fato - como era habitual entre os escritores medievais. Alguns estudiosos, incluindo Richardson e Czapla consideram que os capítulos xxx (sobre o bispo João II de Jerusalém), lxxxvii (Vitorino), xciii (Cereal da África) e toda a porção final (xcv-ci) não são autênticos. Há dúvidas também sobre partes de outras biografias.

### Outras obras
No trecho citado acima, Genádio afirma ter escrito várias outras obras, a maioria das quais não sobreviveu. Existe um tratado chamado De Ecclesiasticis Dogmatibus ("Da Doutrina da Igreja") que foi originalmente atribuído a Agostinho de Hipona, mas que atualmente é universalmente atribuído a Genádio. Ela foi durante muito tempo listada entre as obras de Santo Agostinho.
Alguns estudiosos (Caspari, Otto Bardenhewer, Czapla) acreditam que ele seja somente um fragmento dos oito livros de Genádio "contra todas as heresias", aparentemente a última parte, na qual, tendo refutado os heréticos, ele reconstrói um sistema positivo.

### Publicação
A De Viris Illustribus foi editada e publicada por J. Andreas (Roma, 1468), J. A. Fabricius na Bibliotheca ecclesiastica (Hamburgo, 1718) e por E. C. Richardson na TU, xiv. (Leipzig, 1896).  Ela também aparece em muitas edições da obra de Jerônimo.

## Atitudes e pontos de vista
Há muitas indicações de que Genádio teria sido um semipelagiano em De Viris.... Alguns semipelagianos de fato foram calorosamente elogiados (Fastidioso, lvi; Cassiano, lxi; Fausto de Riez, lxxxv). Também o foram alguns pelagianos (o próprio Pelágio, xlii; Juliano de Eclanum, xlv), considerados heréticos. Enquanto isso, alguns católicos são tratados de forma casual (Agostinho de Hipona, xxxviii; Próspero da Aquitânia, lxxxiv). Até mesmo alguns papas foram chamados de heréticos (papa Júlio I, i).
A mesma tendência se confirma no tratado sobre a doutrina da Igreja, repleto de noções semipelagianas, abertas ou implícitas (o pecado original é cuidadosamente evitado, há grande insistência no livre arbítrio e uma negação da predestinação, graça como adjutorium apenas de forma muito branda). 
Genádio considera (assim como escritores posteriores como Tomás de Aquino) que todos os homens, mesmo os que estiverem vivos durante a Segunda Vinda terão que morrer. Mas esta convicção, embora derivada de uma generalizada tradição patrística é, ele admite, rejeitada por outros sábios da igreja igualmente católicos e eruditos.
Em De Ecclesiasticis Dogmatibus, ele expõe os seguintes pontos de vista doutrinários:
- O batismo herético não deve ser repetido, a não ser se tiver sido administrado por heréticos que se negaram a empregar a invocação do Espírito Santo (veja rebatismo).
- Ele recomenda que a Eucaristia seja recebida semanalmente por todos os que não estejam impedidos por um pecado mortal. Os que estiverem tem como recurso uma penitência pública.
- Ele não nega que uma penitência privada seja suficiente, mas sugere que mesmo uma mera manifestação exterior, como uma troca de roupas, seja desejável.
- A recepção diária da comunhão não é nem elogiada e nem criticada por ele.
- O mal foi inventado por Satã (veja origem do Mal).
- Embora o celibato seja considerado acima do matrimônio, ele afirma que condenar este é abraçar o maniqueísmo.
- Um cristão casado pela segunda vez não deve ser ordenado.
- As igrejas devem ser batizadas em homenagem aos mártires e as suas relíquias devem ser objeto de honras.
- Ninguém exceto os batizados obterão a vida eterna; nem mesmo os catecúmenos, exceto se sofrerem o martírio.
- Penitência é sempre efetiva para os cristãos, mesmo no leito de morte.
- Apenas o Criador sabe os nossos pensamentos secretos. Satã apenas os aprende pelos nossos atos e manifestações.
- Maravilhas podem ser realizadas em nome do Senhor mesmo por homens maus. Os homens podem se tornar santos mesmo sem realizá-las.
- A liberdade do arbítrio do homem é fortemente afirmada, mas a origem de toda bondade é atribuída à graça divina.

Nesta obra, a linguagem de Genádio não é similar a de Agostinho, mas também não é totalmente pelagiana.